# ظفرآباد (دهگلان)
ظفرآباد (دهگلان)، روستایی از توابع بخش مرکزی شهرستان دهگلان در استان کردستان ایران است.
این روستا دارای اثر تاریخی و گردشگری کوه شیدا میباشد. طبق شواهد موجود این اثر قدمتی بالغ بر 1500 سال دارد. در سالهای اخیر دوبار مورد مرمت قرار گرفت.

## جمعیت
این روستا در دهستان ئیلاق شمالی قرار دارد و براساس سرشماری مرکز آمار ایران در سال ۱۳۸۵، جمعیت آن ۸۲ نفر (۱۹خانوار) بوده‌است.